# Olympische Winterspiele 2010/Snowboard – Halfpipe (Frauen)
Der Halfpipe-Wettbewerb der Frauen bei den Olympischen Winterspielen 2010 wurde am 18. Februar 2010 im Wintersportgebiet Cypress Mountain ausgetragen. Olympiasieger wurde die Australierin Torah Bright. Silber ging an Hannah Teter und Bronze an Kelly Clark, die beide für die Vereinigten Staaten an den Start gingen.

## Ergebnisse

### Qualifikation
| Rang | Athletin          | Land               | 1. Lauf | 2. Lauf | Bester Lauf | Qualifikation |
| ---- | ----------------- | ------------------ | ------- | ------- | ----------- | ------------- |
| 1    | Torah Bright      | Australien         | 41,3    | 45,8    | 45,8        | Finale        |
| 2    | Kelly Clark       | Vereinigte Staaten | 45,4    | 13,6    | 45,4        | Finale        |
| 3    | Queralt Castellet | Spanien            | 44,3    | 19,9    | 44,3        | Finale        |
| 4    | Hannah Teter      | Vereinigte Staaten | 39,7    | 42,7    | 42,7        | Finale        |
| 5    | Gretchen Bleiler  | Vereinigte Staaten | 36,6    | 40,2    | 40,2        | Finale        |
| 6    | Sun Zhifeng       | China              | 38,2    | 39,9    | 39,9        | Finale        |
| 7    | Holly Crawford    | Australien         | 38,6    | 39,5    | 39,5        | Halbfinale    |
| 8    | Elena Hight       | Vereinigte Staaten | 35,7    | 37,9    | 37,9        | Halbfinale    |
| 9    | Sōko Yamaoka      | Japan              | 34,8    | 37,0    | 37,0        | Halbfinale    |
| 10   | Mercedes Nicoll   | Kanada             | 31,1    | 34,6    | 34,6        | Halbfinale    |
| 11   | Sophie Rodriguez  | Frankreich         | 30,1    | 34,5    | 34,5        | Halbfinale    |
| 12   | Liu Jiayu         | China              | 26,3    | 33,3    | 33,3        | Halbfinale    |
| 13   | Ursina Haller     | Schweiz            | 28,3    | 31,9    | 31,9        | Halbfinale    |
| 14   | Shiho Nakashima   | Japan              | 31,4    | 12,3    | 31,4        | Halbfinale    |
| 15   | Sarah Conrad      | Kanada             | 14,4    | 31,2    | 31,2        | Halbfinale    |
| 16   | Kendall Brown     | Neuseeland         | 11,4    | 29,5    | 29,5        | Halbfinale    |
| 17   | Šárka Pančochová  | Tschechien         | 15,4    | 28,1    | 28,1        | Halbfinale    |
| 18   | Cilka Sadar       | Slowenien          | 18,2    | 26,8    | 26,8        | Halbfinale    |
| 19   | Lisa Wiik         | Norwegen           | 23,0    | 26,5    | 26,5        |               |
| 20   | Mirabelle Thovex  | Frankreich         | 14,6    | 24,0    | 24,0        |               |
| 21   | Rebecca Sinclair  | Neuseeland         | 14,7    | 23,7    | 23,7        |               |
| 22   | Kjersti Buaas     | Norwegen           | 20,6    | 21,8    | 21,8        |               |
| 23   | Cai Xuetong       | China              | 14,1    | 19,3    | 19,3        |               |
| 24   | Juliane Bray      | Neuseeland         | 17,8    | 15,5    | 17,8        |               |
| 25   | Manuela Pesko     | Schweiz            | 12,2    | 17,5    | 17,5        |               |
| 26   | Palmer Taylor     | Kanada             | 12,9    | 13,7    | 13,7        |               |
| 27   | Linn Haug         | Norwegen           | 11,5    | 12,8    | 12,8        |               |
| 28   | Paulina Ligocka   | Polen              | 10,9    | 11,1    | 11,1        |               |
| 29   | Rana Okada        | Japan              | 7,2     | 2,7     | 7,2         |               |
| 30   | Lesley McKenna    | Großbritannien     | 5,1     | 2,8     | 5,1         |               |

### Halbfinale
| Rang | Athletin         | Land               | 1. Lauf | 2. Lauf | Bester Lauf | Qualifikation |
| ---- | ---------------- | ------------------ | ------- | ------- | ----------- | ------------- |
| 1    | Holly Crawford   | Australien         | 17,3    | 41,7    | 41,7        | Finale        |
| 2    | Liu Jiayu        | China              | 41,1    | 36,2    | 41,1        | Finale        |
| 3    | Mercedes Nicoll  | Kanada             | 40,1    | 28,5    | 40,1        | Finale        |
| 4    | Elena Hight      | Vereinigte Staaten | 37,1    | 10,8    | 37,1        | Finale        |
| 5    | Sophie Rodriguez | Frankreich         | 36,9    | 9,5     | 36,9        | Finale        |
| 6    | Ursina Haller    | Schweiz            | 35,4    | 31,9    | 35,4        | Finale        |
| 7    | Shiho Nakashima  | Japan              | 34,9    | 15,2    | 34,9        |               |
| 8    | Šárka Pančochová | Tschechien         | 34,4    | 24,9    | 34,4        |               |
| 9    | Kendall Brown    | Neuseeland         | 33,3    | 28,2    | 33,3        |               |
| 10   | Sōko Yamaoka     | Japan              | 30,6    | 24,9    | 30,6        |               |
| 11   | Cilka Sadar      | Slowenien          | 30,1    | 21,5    | 30,1        |               |
| 12   | Sarah Conrad     | Kanada             | 17,8    | 21,4    | 21,4        |               |

### Finale
| Rang | Athletin          | Land               | 1. Lauf | 2. Lauf | Bester Lauf |
| ---- | ----------------- | ------------------ | ------- | ------- | ----------- |
| 1    | Torah Bright      | Australien         | 5,9     | 45,0    | 45,0        |
| 2    | Hannah Teter      | Vereinigte Staaten | 42,4    | 39,2    | 42,4        |
| 3    | Kelly Clark       | Vereinigte Staaten | 25,6    | 42,2    | 42,2        |
| 4    | Liu Jiayu         | China              | 39,3    | 34,9    | 39,3        |
| 5    | Sophie Rodriguez  | Frankreich         | 34,4    | 8,3     | 34,4        |
| 6    | Mercedes Nicoll   | Kanada             | 34,3    | 2,9     | 34,3        |
| 7    | Sun Zhifeng       | China              | 29,8    | 33,0    | 33,0        |
| 8    | Holly Crawford    | Australien         | 23,9    | 30,3    | 30,3        |
| 9    | Ursina Haller     | Schweiz            | 27,9    | 18,1    | 27,9        |
| 10   | Elena Hight       | Vereinigte Staaten | 24,6    | 16,0    | 24,6        |
| 11   | Gretchen Bleiler  | Vereinigte Staaten | 11,0    | 14,7    | 14,7        |
| 12   | Queralt Castellet | Spanien            | DNF     | DNS     | DNS         |